# فرانك أوكونور (موظف مدني)
فرانسيس ألكسندر أوكونور (13 أكتوبر 1894 - 16 أبريل 1972) كان أحد كبار الموظفين الحكوميين الأستراليين. عمل سكرتيرًا لوزارة التموين والشحن (1946-1948) ثم وزارة التموين (1953-1959).
في عام 1953، عين أوكونور ضابطًا في وسام الإمبراطورية البريطانية، وترقى إلى رتبة قائد في يونيو 1957 تقديرًا لخدمته العامة المتميزة.